# Centomila gavette di ghiaccio
Centomila gavette di ghiaccio è un romanzo autobiografico di Giulio Bedeschi composto tra il 1945 ed il 1946 e pubblicato originalmente nel febbraio 1963 per l'editore Mursia. Nel 1964 vinse il Premio Bancarella. Il nome del romanzo prende spunto dal contenitore di nome gavetta in cui mangiavano i soldati.

## Storia editoriale

Giulio Bedeschi

Composto tra il 1945 ed il 1946, Centomila gavette di ghiaccio venne rifiutato da sedici editori italiani prima che Mursia decidesse di pubblicarlo: da allora è diventato una delle opere culto della letteratura di guerra con circa tre milioni di copie vendute in 130 ristampe e nuove edizioni e traduzioni in francese, spagnolo, portoghese ed olandese. Nel 2011 l'editore ha annunciato che l'opera ha superato i quattro milioni e mezzo di copie vendute.
Inizialmente il libro avrebbe dovuto essere molto più lungo e terminare con l'armistizio dell'8 settembre 1943 invece che al passaggio sulla frontiera italiana dei pochi sopravvissuti nel marzo-aprile 1943. Quando Bedeschi presentò il manoscritto a Mursia l'editore richiese un drastico taglio alla lunghezza complessiva e Bedeschi decise di terminare l'opera con il rientro in Italia. Il materiale in eccesso venne successivamente utilizzato per il naturale seguito del libro, Il peso dello zaino pubblicato da Mursia nel 1966 visto il grande successo di Centomila gavette di ghiaccio.

## Trama
(passaggio tratto da Centomila gavette di ghiaccio)
Centomila gavette di ghiaccio tratta dell'esperienza bellica del sottotenente medico Italo Serri (pseudonimo dietro il quale si cela Bedeschi stesso) durante la seconda guerra mondiale.
Inizialmente assegnato al II Battaglione dell'11º Reggimento fanteria inquadrato nella Divisione "Casale", Serri viene impiegato sul fronte greco-albanese a partire da metà marzo 1941. Partecipa all'avanzata finale fino al confine greco-albanese, dove assiste al termine della campagna. Successivamente, dopo un periodo di servizio presso un ospedaletto da campo, viene trasferito ad una batteria di artiglieria: la 13ª appartenente al Gruppo "Conegliano" del 3º Reggimento artiglieria da montagna inquadrato nella Divisione alpina "Julia".
Con questa unità, nei mesi di luglio e agosto 1942, Serri viene inviato al fronte russo dove partecipa alle operazioni dell'8ª Armata (ARMIR). Il 17 dicembre 1942, l'offensiva sovietica denominata "piccolo Saturno" travolge le divisioni italiane e tedesche schierate sulla destra del Corpo d'Armata Alpino. Per turare la falla apertasi nello schieramento dell'8ª Armata, la Julia viene tolta dalle consolidate posizioni sul Don tenute dal Corpo Alpino e schierata in aperta campagna inquadrata nel XXIV CA tedesco. Verso metà gennaio 1943 scatta un'ulteriore offensiva sovietica, denominata "Ostrogozsk-Rossosc", che in pochi giorni accerchia quello che rimaneva dell'ARMIR, ovvero il Corpo d'Armata Alpino ed il XXIV Corpo d'Armata tedesco. Inizia così una penosa ritirata a piedi eseguita in zone prive di vie di comunicazione utili (le strade e le ferrovie, peraltro in mano ai sovietici, correvano Nord-Sud mentre la ritirata si doveva eseguire Est-Ovest). Erano già state predisposte apposite slitte sulle quali caricare armi di reparto, munizioni, viveri e, per quanto possibile, i feriti trasportabili.
Si formano due principali colonne, lunghe decine di chilometri; durante la giornata si percorrono dai 10 ai 30 km in modo che ogni gruppo/reparto trovi poi riparo per la notte, generalmente nelle isbe abitate da civili, essendo impossibile sopravvivere all'addiaccio. I reparti sovietici incaricati di catturare i soldati in ritirata, percorrendo con autocarri, blindati e carri armati le strade in loro possesso, operano sbarramenti in corrispondenza delle vie di passaggio obbligate e nello stesso tempo attaccano di lato e da dietro le colonne. In questo modo le colonne venivano spezzettate, molti reparti distrutti e/o frammischiati alle masse di sbandati che via via si andavano formando. Ci furono morti, feriti e soprattutto molti prigionieri.
Finalmente il 27 gennaio 1943 la colonna comprendente il comando del Corpo d'Armata Alpino, della "Tridentina" e XXIV Corpo d'Armata tedesco uscì dalla sacca. La 13ª batteria di Bedeschi, dopo peripezie varie, si era unita a questa fortunata colonna e si salvò con loro mentre il comando della Julia, della Cuneense e della Vicenza, e di gran parte dei reparti dipendenti, che percorrevano altro tracciato, rimasero prigionieri. Dopo l'uscita dalla sacca, essendo il fronte tedesco ancora instabile, fu necessario percorrere a piedi ancora molti chilometri prima di ritenersi al sicuro ed essere soccorsi dai servizi dell'ARMIR il cui comando e servizi erano rimasti fuori dalla sacca medesima. 
Nella elencazione di date, luoghi e percorsi il romanzo ricalca sostanzialmente la verità storica.

## Nomi dei personaggi

Il cappellano militare Padre Leone Casagranda

Bedeschi scelse di utilizzare nomi fittizi per quasi tutti personaggi del libro e tutelare così la loro privacy, come scrive l'autore stesso nella prefazione del libro:
L'unica eccezione, escludendo i nomi degli ufficiali comandanti più in vista per i quali l'artifizio non avrebbe avuto scopo, è rappresentata dall'attendente del sottotenente Serri-Bedeschi citato con il nome reale: Antonio (Toni) Covre di San Fior, Treviso. Dopo la guerra Bedeschi perse di vista Covre che era emigrato in Argentina; all'atto della pubblicazione modificò tutti i nomi lasciando invariato solo quello del suo fedele attendente. Dopo due anni giunse all'editore Mursia una lettera di Covre che aveva letto il libro in Argentina e finalmente Bedeschi riuscì a rintracciare il suo commilitone. Successivamente, grazie all'interessamento di Bedeschi ed altri ex-alpini Covre poté tornare in Italia trovando lavoro presso l'azienda REX.
- Il vero nome di Ugo Reitani, il capitano siciliano della batteria è Ugo D'Amico Reitano di Catania. Il capitano D'Amico, dopo essersi separato dalla «sua» 13ª batteria, decise di ritornare sul fronte russo dopo l'armistizio dell'8 settembre 1943 e combattere al fianco delle forze tedesche e dei pochi reparti italiani rimasti. Morì il 28 dicembre 1943, in Russia.[9]. Un corretto profilo esistenziale e intellettuale (con le notizie sulla morte del Cap. Ugo D'Amico) è stato redatto, sulla base di documenti e testimonianze fornitigli dalla nipote Maria Vittoria D'Amico, da GIOVANNI LUGARESI : "Il 'caso' del 'Capitano Reitani'", in Giovanni Lugaresi, TORNARE A NIKOLAJEWKA- Uomini e fatti di guerra e di prigionia, MUP Editore, Parma,2005, pp.19-34.
- Il vero nome del colonnello Verdotti è Domenico Rossotto (1894 - 1991), che comandò il Gruppo Conegliano dal 1937 al 1943.[10]
- Il vero nome del sottotenente Perbellini è Aldo Corbellini
- Il vero nome del tenente Brogli è Fausto Broggi
- Il vero nome del tenente Frati è Luciano Monaci (Ascoli Piceno 1919- Montevarchi 2005)
- Il vero nome del sottotenente Ferrieri è Riccardo Ferrari
- Il vero nome del tenente Candioli è Mario Candotti
- Il vero nome del sottotenente Landolfi è Pandolfi
- Il vero nome del sottotenente Dell'Alpe è Gino Dall'Armi. Conseguentemente, il vero nome del padre, il colonnello Dell'Alpe, è Rinaldo Dall'Armi, comandante del Battaglione "Gemona"
- Il vero nome del sergente Piombi è Sergio Stagni (Bologna, 11/03/1911 - Bologna, 08/08/2008)
- Il vero nome del maggiore Letti è Giuseppe Talamo, comandante del Battaglione "Tolmezzo"
- Il nome di padre Leone, cappellano del battaglione Monte Cervino, è Padre Leone Casagranda (al secolo Attilio Casagranda)
- Il vero nome del sergente Sguario, capopezzo del 4° pezzo, è Giovanni Bortolotto, caduto il 30.12.1942
- Il vero nome del colonnello Garri è Pietro Gay, comandante del 3º Reggimento artiglieria da montagna. Gay fu rimosso dall'incarico da Mussolini nel dicembre 1942 (e sostituito dal parigrado Federico Moro) dopo aver scritto al Presidente del Senato Giacomo Suardo e al Sottosegretario alle Corporazioni Tullio Cianetti una vibrante lettera di protesta riguardo alla decisione di impiegare il Corpo d'Armata Alpino sul Don:[11]

Ma l'impiego in pianura di queste truppe le espone a catastrofiche conseguenze, impedendo, per la sola natura del terreno, che esse possano dispiegare e sfruttare quelle caratteristiche materiali e morali che in terreno montano le rendono assolutamente eccellenti. La guerra in pianura, invece, richiede un addestramento opposto a quello che a esse è stato impartito, e le sottoporrebbe in partenza a una sfasatura spirituale rovinosa. L'equipaggiamento a esse in dotazione risulterebbe del tutto irrazionale, il sistema di rifornimento di viveri e munizioni a dorso di mulo le porrebbe ben presto in insormontabile crisi. L'armamento stesso, costituito da obici di montagna e piccoli mortai, ridurrebbe a limiti irrisori la loro capacità d'offesa di fronte ai pezzi da campagna di ben più ampia gittata; e in difesa li costringerebbe a condizioni di totale inferiorità, prive come sono di carri armati e di armi controcarro.
Parlo con il cuore di vecchio alpino e per l'amore che porto ai miei soldati; so che non può venirmene che danno, ma tuttavia sento il dovere di far udire alta la mia voce. Vi autorizzo a rendere nota questa lettera a chi vorrete e a farne l'uso che riterrete più opportuno, a vantaggio dei soldati. Finché è ancora possibile prendere adeguati provvedimenti, io affermo e denuncio che, non so se per ambizioni o incompetenze di comandanti o per altre ragioni, si sta addivenendo a una determinazione d'impiego delle truppe alpine che non esito a definire bestiale e delittuosa.»
Bedeschi riporta integralmente il testo della lettera di Gay e subito dopo narra il toccante saluto del colonnello al suo Reggimento.

## Opere derivate
Recentemente è stata indetta una rappresentazione teatrale con la collaborazione del Coro Voce Alpina che ripercorre le tracce dei testi di Bedeschi tramite la narrazione dell'attore Andrea Brugnera accompagnata da canti di sottofondo del Coro Vocealpina di Onigo (TV).

## Edizioni
- Giulio Bedeschi, Centomila gavette di ghiaccio, Mursia, 1994,  p. 428, ISBN 88-425-1746-1.